# Lasioglossum rupticristum
Lasioglossum rupticristum är en biart som beskrevs av Mcginley 1986. Lasioglossum rupticristum ingår i släktet smalbin, och familjen vägbin. Inga underarter finns listade i Catalogue of Life.